# 南レンバタ語
南レンバタ語（みなみレンバタご）は、インドネシアのロンブレン島で話されている言語である。西アタデイ語とも呼ばれる。

## 概要
南レンバタ語の話者は、全員が母語としていると考えられている。